# Körmendi FC
A Körmendi Football Club egy 1911-ben alapított magyar labdarúgóklub. Székhelye Körmenden található.
A Sport utcában lévő sportlétesítménye 2020. április eleje óta viseli a Papp István Labdarúgó Centrum elnevezést Papp István emlékére.[forrás?]

## Sikerek
NB II
- Résztvevő: 1979-80

NB III
- Bajnok: 1995-96

Vas megyei labdarúgó-bajnokság (első osztály)
- Bajnok: 1977-78, 1978-79, 1988-89, 2008-09, 2010-11

Szabad Föld-kupa
- Győztes: 1989